# Centrale hydroélectrique de Sigalda
 (décembre 2020).
Si vous disposez d'ouvrages ou d'articles de référence ou si vous connaissez des sites web de qualité traitant du thème abordé ici, merci de compléter l'article en donnant les références utiles à sa vérifiabilité et en les liant à la section « Notes et références ».
La centrale hydroélectrique de Sigalda est une centrale hydroélectrique située dans les Hautes Terres d'Islande, près de la piste de Sprengisandur, dans le sud de l'Islande. Elle est exploitée par Landsvirkjun. Elle fut construite entre 1973 et 1977. La centrale est gérée par le personnel de la centrale hydroélectrique de Hrauneyjafoss.

## Caractéristiques
La centrale utilise le dénivelé de la rivière Tungnaá. Un barrage de 925 m de large pour 40 m de haut barre le cours de la rivière, constituant le lac Sigöldulón, aussi appelé Krókslón. L'eau du lac emprunte alors une conduite d'amenée de 1 km dans la colline de Sigalda avant de chuter de 74 m dans trois conduites forcées jusqu'à la centrale en elle-même où elle actionne 3 turbines de 50 MW chacune. L'eau est ensuite acheminée jusqu'au réservoir de la centrale de Hrauneyjafoss.

## À proximité
Près de la centrale, on peut observer le canyon Sigöldugljúfur qu'avait creusé la rivière avant d'être détournée par le barrage. Le surplus d'eau du Sigöldulón y est toujours relâché via une magnifique cascade, dévalant les pentes étagées. Cette eau chute ensuite de nouveau au niveau de la cascade Sigöldufoss avant de rejoindre le réservoir de Hrauneyjafoss.

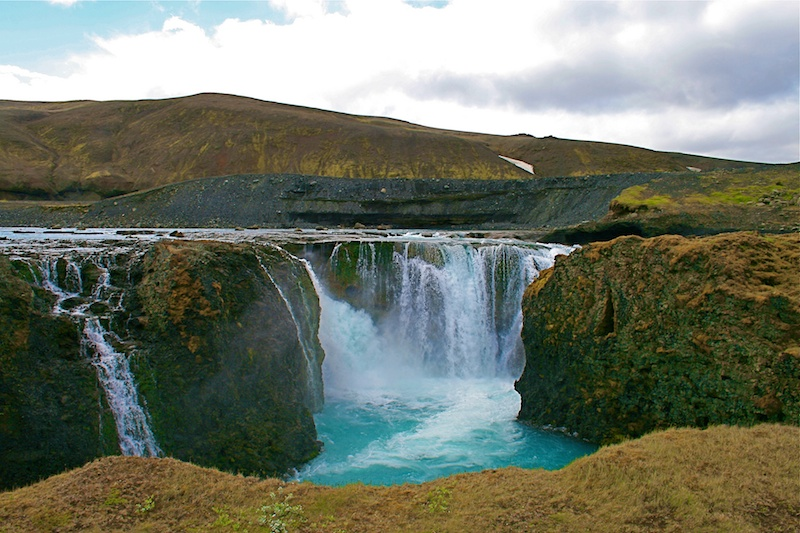
La cascade Sigöldufoss, sur le cours qu'avait la Tungnaá avant la construction de la centrale